# Gare de Brandizzo
La gare de Brandizzo (en italien, Stazione di Brandizzo) est une gare ferroviaire italienne de la ligne de Turin à Milan, située à proximité du centre-vile de Brandizzo, dans la province de Turin en région du Piémont.

## Situation ferroviaire
Établie à environ 190 mètres d'altitude, la gare de Brandizzo est située au point kilométrique (PK) 22,896 de la ligne de Turin à Milan, entre les gares de Settimo Torinese et de Chivasso.

## Service des voyageurs

### Accueil
Gare voyageurs RFI, classée argent, elle dispose d'un bâtiment voyageurs avec une salle d'attente et un point de vente de billets régionaux.
La traversée des voies et l'accès aux quais s'effectuent par un passage souterrain.

### Desserte
Brandizzo est desservie par des trains Trenitalia.

### Intermodalité
Située en centre-ville, le stationnement est difficile à proximité.